# Le Mesnil-Guillaume
Le Mesnil-Guillaume ist eine französische Gemeinde mit 558 Einwohnern (Stand 1. Januar 2022) im Département Calvados in der Region Normandie (vor 2016 Basse-Normandie). Sie gehört zum Kanton Lisieux im Arrondissement Lisieux. Die Einwohner werden Guillaumois genannt.

## Geographie
Le Mesnil-Guillaume liegt etwa 58 Kilometer ostsüdöstlich von Caen und etwa neun Kilometer südöstlich des Stadtzentrums von Lisieux in der Landschaft Pays d’Auge. Umgeben wird Le Mesnil-Guillaume von den Nachbargemeinden Glos im Westen und Norden, Courtonne-la-Meurdrac im Nordosten und Osten, Saint-Denis-de-Mailloc im Osten und Südosten, Saint-Martin-de-Mailloc im Süden sowie Saint-Jean-de-Livet im Südwesten.

## Bevölkerungsentwicklung
| Jahr                       | 1962 | 1968 | 1975 | 1982 | 1990 | 1999 | 2006 | 2019 |
| Einwohner                  | 308  | 297  | 384  | 470  | 513  | 496  | 518  | 607  |
| Quellen: Cassini und INSEE |      |      |      |      |      |      |      |      |

## Sehenswürdigkeiten
- Kirche Notre-Dame-de-l’Assomption
- Schloss aus dem 16. Jahrhundert, Monument historique

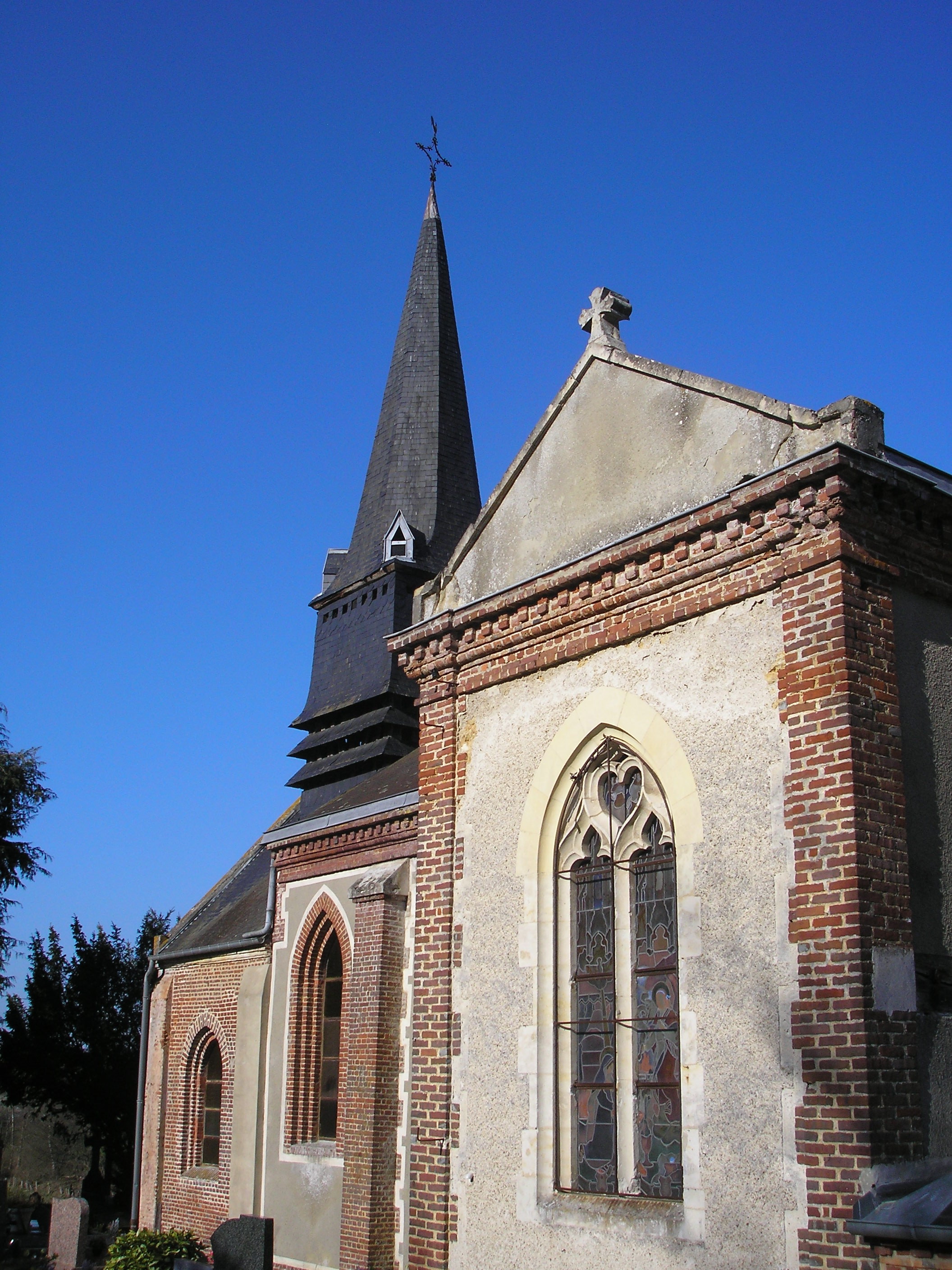
Kirche Notre-Dame-de-l’Assomption
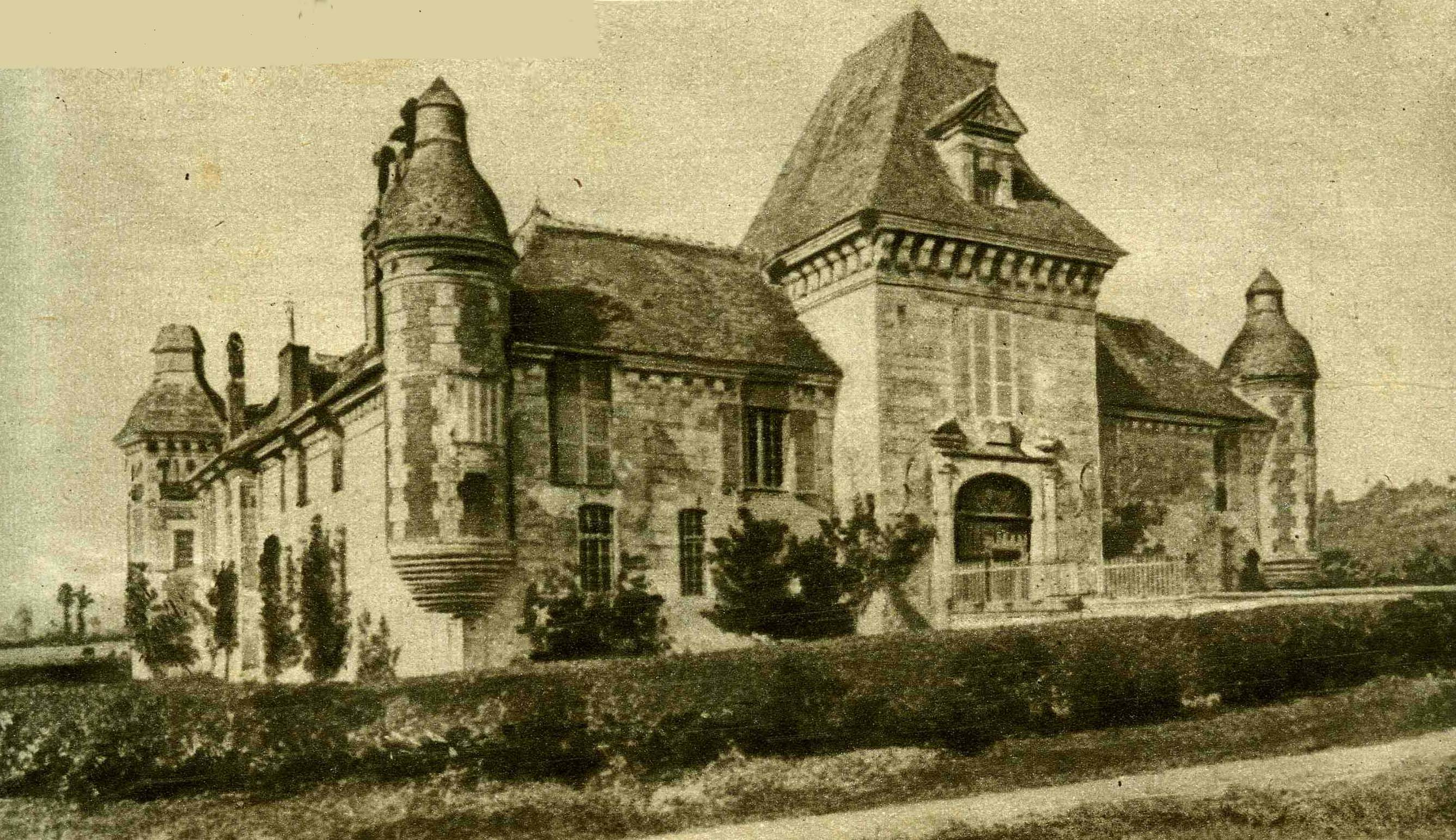
Historisches Foto des Schlosses